# 滨海新区

39°00′12″N 117°42′39″E / 39.00333°N 117.71083°E
滨海新区，简称滨海、滨城，是中华人民共和国天津市的市辖区、国家级新区及国家综合配套改革试验区，位于天津东部沿海，处于环渤海经济圈中心地带，是中国北方的重要对外开放门户。新区定位为现代制造业和研发转化基地、北方国际航运与物流中心，以及宜居生态型新城区。
滨海新区的地理范围与近代天津港由河港转向海港的开发有深厚渊源。自洋务运动时期起，天津凭借海河入海口的区位优势，逐渐发展为北方重要通商口岸。天津港自清末开埠后，成为中西贸易、工业和航运的重要枢纽，并在20世纪上半叶形成了塘沽、汉沽、大沽等港口和工业基础。
现代滨海新区的建设始于1994年3月，天津市在天津经济技术开发区与天津港保税区的基础上，提出“用十年左右时间基本建成滨海新区”的目标。经过十余年地方自主发展，新区在2005年被纳入国家“十一五”规划，成为国家重点支持的开发开放区域。其官方英文名称为，此前因缺乏统一译名曾引发讨论。
2007年，中新两国政府在滨海新区选址建设中新天津生态城。2015年4月，天津自由贸易试验区在滨海新区挂牌成立，推动了投资领域开放、贸易转型升级、金融创新，以及京津冀协同发展等战略实施。

## 地理

### 区位
天津滨海新区地处于华北平原北部，环渤海地区的中心地带，天津市的最东端，东临渤海，西距天津市区40公里，地处山东半岛与辽东半岛交汇点上，海河流域下游；渤海湾的顶端。紧紧依托天津、北京两大直辖市，南北与河北省的黄骅市和丰南区相邻。以滨海新区为中心，方圆500公里范围内还分布着11座100万人口以上的大城市。
对内，滨海新区是中国华北、西北、东北三大区域的结合部、环渤海经济圈的核心位置、京津冀和环渤海湾城市带的交汇点；对外，与日本和朝鲜半岛隔海相望，直接面向东北亚和亚太经济圈，置身于世界经济的整体之中。

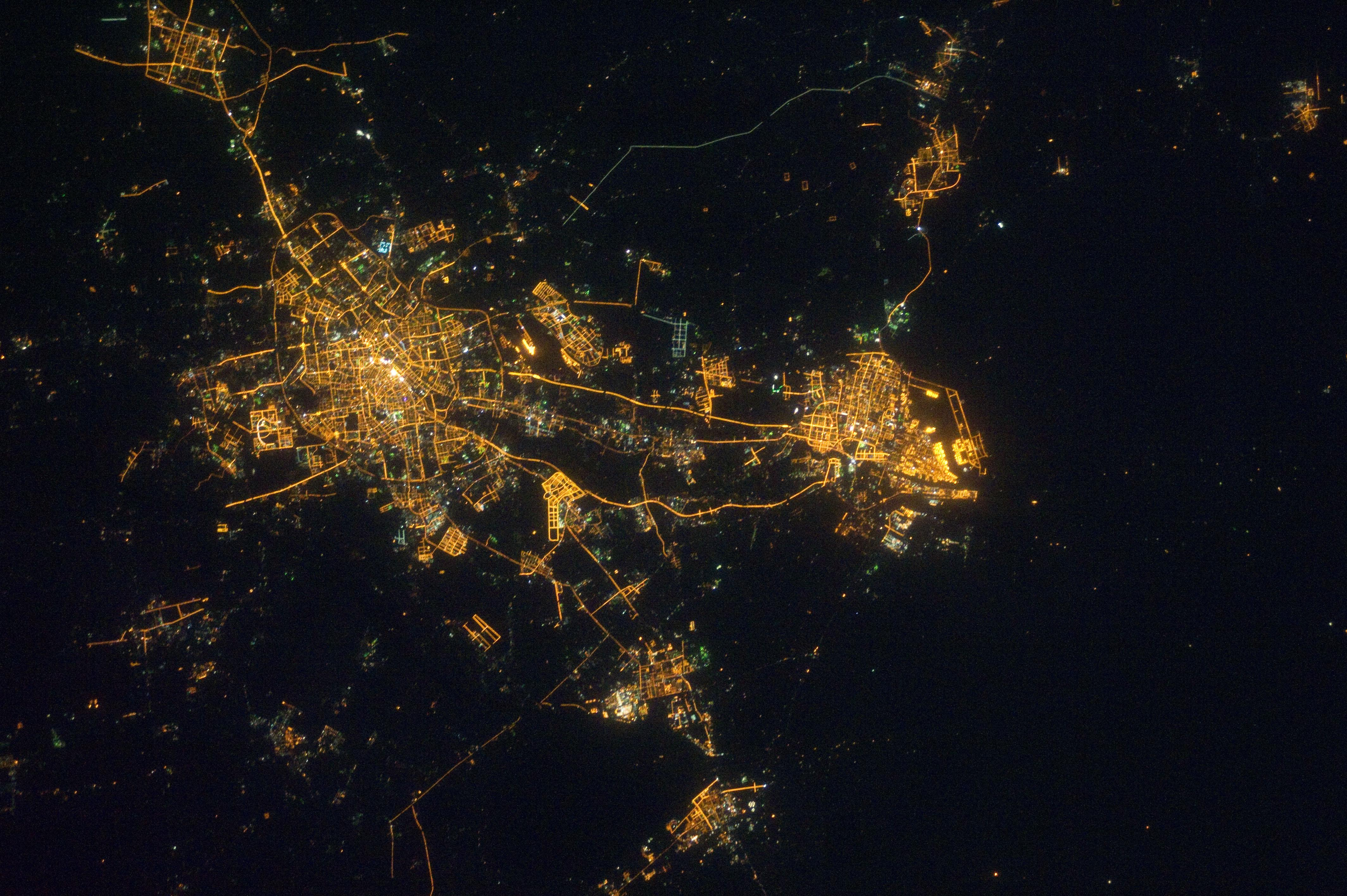
从国际空间站拍摄的天津中心城区和滨海新区

### 建成区
滨海新区的建成区集中在核心区塘沽地区、大港城区和汉沽城区，尤其是包括开发区、天津港在内的塘沽地区是滨海新区建成区最集中的区域。截止到2010年底，滨海新区建成区面积已达304.44平方公里。其中，塘沽地区及天津港209.58平方公里，大港城区74.1平方公里，汉沽城区19.12平方公里。

### 自然环境

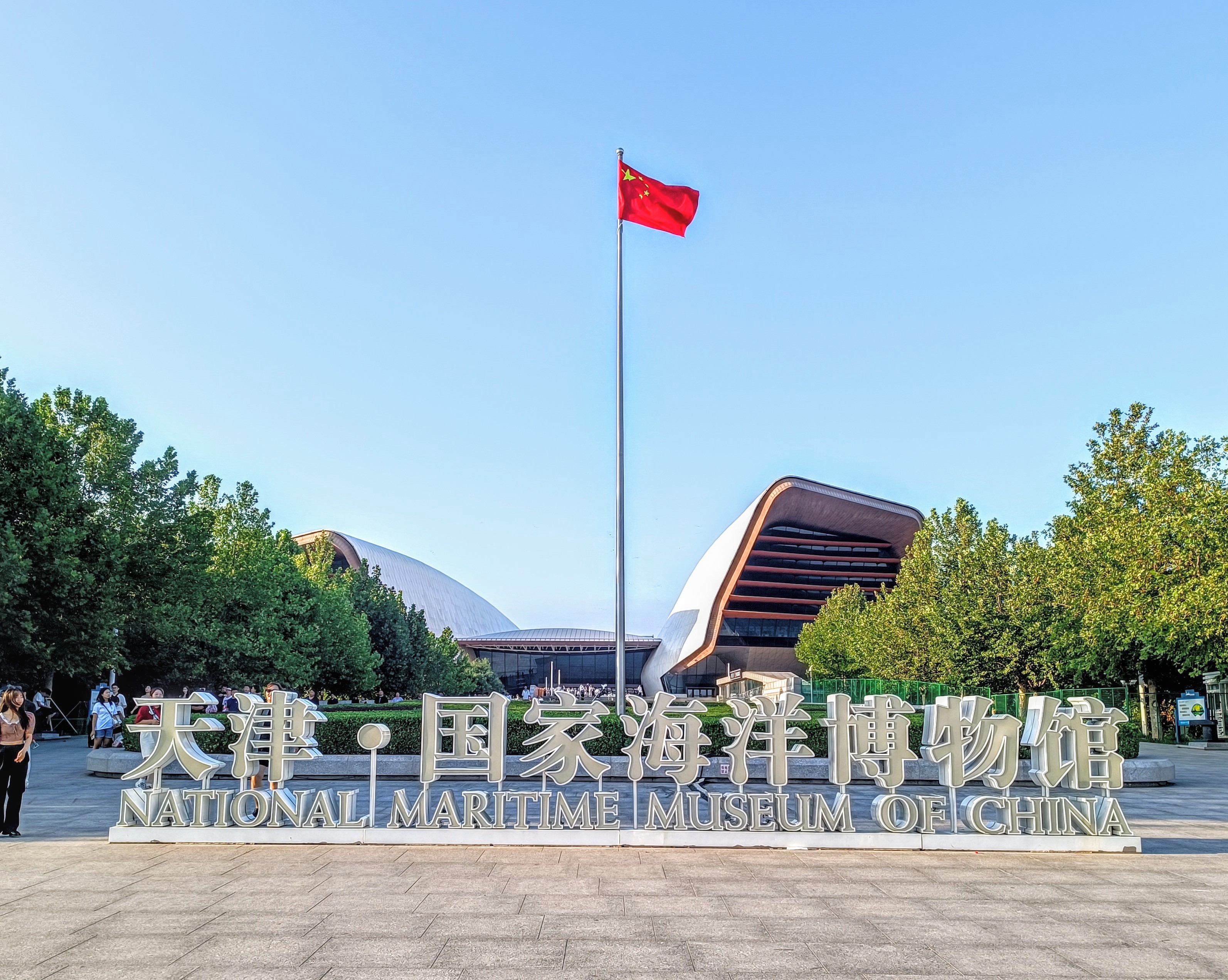
国家海洋博物馆

天津滨海新区拥有水面、湿地700多平方公里，海域面积3000平方公里，拥有海岸线153公里，随着天津填海造陆工程的进展，天津滨海新区的陆地面积和海岸线还在增长。天津滨海新区以平原和洼地为主，地处海河流域下游，是海河水系的五大支流（南运河、北运河、子牙河、大清河、永定河）的汇合处和入海口，同时子牙新河和独流减河两条人工行洪河道在滨海新区南部通过。滨海新区属于暖温带季风型大陆气候，一年之中四季分明。由于濒临渤海，受季风环流影响很大，冬夏季风更替明显。

### 自然资源
天津滨海新区的油气、海洋、地热、湿地等自然资源丰富，为经济发展和特色产业部门的形成与发展提供了有力的支撑，尤其是大量可供开发的土地资源更是滨海新区在国家级新区中独树一帜的原因。大港油田、渤海油田两大油田分布于此。大港油田是中国东部开发较早的油田，长期以来一直保持着稳定的油气产量。渤海油田近年来发展迅速，已探明的渤海海域石油资源总量100多亿吨、天然气储量1937亿立方米。滨海新区产盐条件良好，是中国最大的海盐产地。其中，中国最大的盐场——长芦盐场原盐年产量240多万吨，占全国总产量的7%和全国海盐总产量的四分之一。在地热资源方面，年可开采地热水达2000万立方米。滨海新区的陆地面积约2270平方公里，海域面积约3000平方公里，水面、湿地700多平方公里、可供开发的荒地、滩涂、盐田等超过1200平方公里。

## 历史

### 整体开发之前

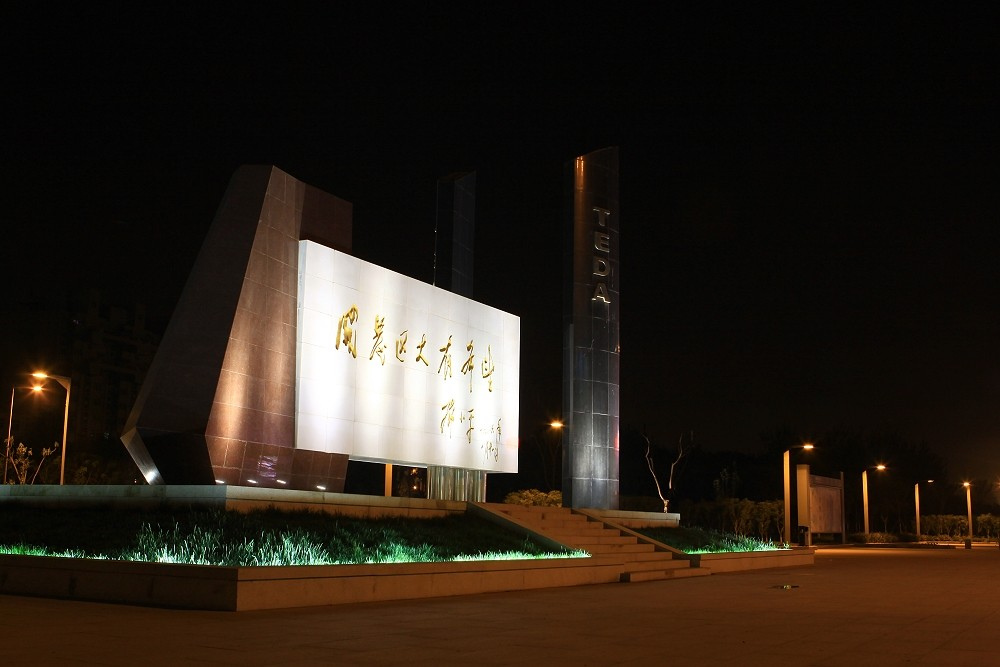
邓小平题词的“开发区大有希望”

1984年，天津市人民政府上报了《关于天津港管理体制改革试点问题的请示》。5月7日，中共中央、国务院下发《关于天津港实行体制改革试点的批复》（中委〔1984〕17号），同意天津港自1984年6月起至1986年底实行体制改革试点，由中央政府统一管理全国港口的制度改为天津市和交通部双重领导，以天津市领导为主，港口管理逐步政企分开，基层单位独立经营；在财政方面，实行“以收抵支，以港养港”的政策，扩大天津港经营自主权。天津港成为中国第一个下放地方管理的港口。这一改革，有利于建立综合交通运输体系，为旅客、货主、船公司提供全面服务，推动港口由封闭型生产向开放型经营管理转化，同时使港口在基本建设上既可以得到交通部的直接支持，又可在港口与地方关系上得到天津市政府的支持，有利于港口自身的发展和港口与地区经济融合。1986年底试行办法期满前，天津市人民政府向国务院上报了《关于对天津港延长实行“以港养港”办法的请示》，于1986年8月得到国务院批复和同意。
同年，天津经济技术开发区作为第一批国家级经济技术开发区率先在天津东部沿海的盐碱荒滩上建立。1986年8月，时任中央军委主席、中央顾问委员会主任邓小平和国务院总理赵紫阳先后到天津视察天津开发区、天津港等。在视察天津开发区时，邓小平亲笔题写“开发区大有希望”的题词。同时，邓小平指出天津“在港口和市区之间有这么多荒地，这是个很大的优势，我看你们潜力很大。可以胆子大点，发展快点”，这是滨海新区最初的轮廓。1986年8月21日和23日，中央顾问委员会主任邓小平和国务院总理赵紫阳先后视察天津港。邓小平就天津港管理体制改革表示：“天津港下放两年来经济效益显著提高。人还是这些人，地还是这块地，一改革，效益就上来了。无非是给了他们权，其中最重要的是用人权”。

### 天津市战略阶段
1990年4月，时任国务院总理李鹏在上海宣布开发浦东新区成为国家战略时，滨海新区则完全是天津的“自费革命”，自我命名，自主规划、建设和举全市之力发展的。1991年5月12日，国务院批准天津港保税区正式设立。1992年，摩托罗拉宣布在天津开发区投资1.2亿美元建设生产基地，成为中国改革开放以来首个外资独资也是外资投资额最大的项目并在社会上引起轰动。1994年3月，天津市人大十二届二次会议通过决议，决定在天津经济技术开发区、天津港保税区的基础上“用十年左右的时间，基本建成滨海新区”。此后，天津市便开始工业等产业的战略东移，举全市之力打造滨海新区，这也是天津东部沿海的开发区域第一次以“滨海新区”这一整体区域的概念出现。同时，天津市成立了滨海新区建设领导小组。1995年，又增加了滨海新区领导小组办公室的设置。1998年5月，南开大学与天津经济技术开发区签定协议，由天津经济技术开发区投资3.2亿元人民币在滨海新区建设南开大学泰达学院。

1999年10月，时任中共中央总书记江泽民视察滨海新区，指出“以战略和长远的构思发展新区，肯定大有希望”。 2000年，天津市正式组建了滨海新区工委和管委会。天津市政府指定将这片未开发的区域建设成工业发展的热点，并给予其特殊政策和激励机制去达到此项目标。随着发展，滨海新区被期望不断提升整个渤海湾地区及更广区域的经济发展
2004年两会期间，全国政协天津代表团以全团代表的名义向大会提交了一份《关于恳请国务院批准天津市滨海新区整体发展规划的提案》。 2004年4月，全国政协人口资源环境委员会根据两会提案先后两次对滨海新区进行专题调研，撰写了《关于进一步发挥天津滨海新区在振兴环渤海区域经济中的作用》的报告，建议中央政府在规划审批、项目审批、土地利用、财政税收、自由贸易区建设等方面，给予天津滨海新区更灵活、更优惠的政策扶持，带动环渤海地区经济发展。2004年11月，国务院总理温家宝在调研报告上批示：“规划和建设好天津滨海新区，不仅关系天津的长远发展，而且对于振兴环渤海区域经济有着重要作用。”2005年3月1日，全国政协记者通气会上新闻发言人吴建民说，作为2004年全国政协的重点调研成果，关于进一步发挥天津滨海新区作用的报告，受到中央政府高度重视。结束了之前的十余年间，天津在中央历次区域政策调整中未得到过重视和政策支持的局面。

### 国家战略阶段
2005年10月的中共十六届五中全会将“推进滨海新区开发开放”写进国家“十一五”规划建议，标志着滨海新区首次被纳入国家整体发展战略，也被解读为中央对天津滨海新区的肯定。2006年5月，中国国务院批准天津滨海新区为国家综合配套改革试验区，支持天津滨海新区在企业改革、科技体制、涉外经济体制、金融创新、土地管理体制、城乡规划管理体制、农村体制、社会领域、资源节约和环境保护等管理制度以及行政管理体制等十个方面先行试验重大的改革开放措施。 2006年6月，《國務院关于推进天津滨海新区开发开放有关问题的意见》公布，意见指出：“在金融企业、金融业务、金融市场和金融开放等方面的重大改革，原则上可安排在天津滨海新区先行先试。” 2007年11月21日，中国保监会与天津市人民政府联合下发《关于加快天津滨海新区保险改革试验区创新发展的意见》。根据《意见》精神，在保险企业、保险业务、保险市场、保险开放等方面的重大改革创新措施，中国保监会原则上均可以安排在试验区先行先试。2008年3月，国务院正式批复《滨海新区综合配套改革试验方案》，同意在天津设立OTC市场。

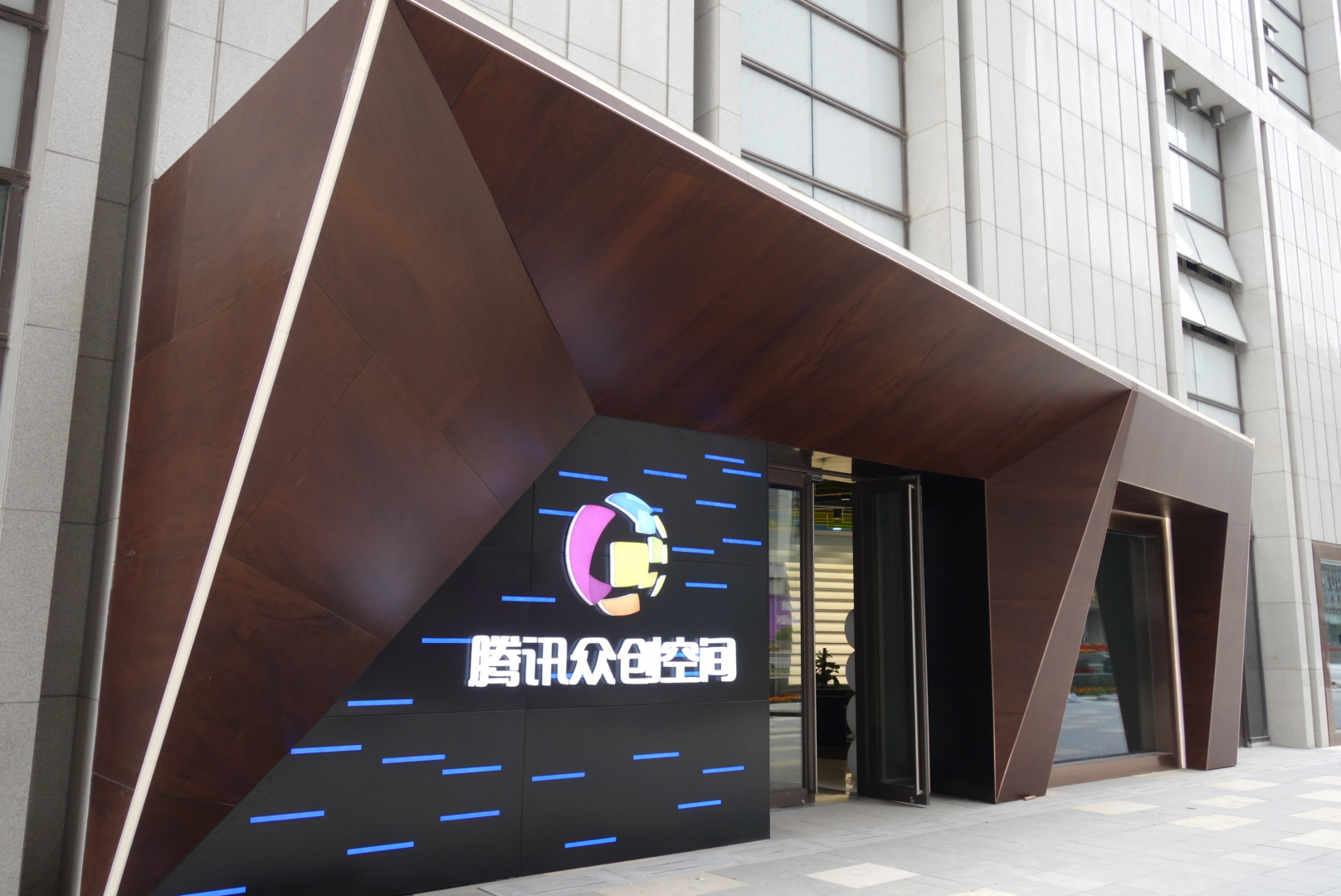
天津腾讯众创空间

2009年11月，国务院批复同意天津市调整行政区划，撤销天津市塘沽区、汉沽区、大港区，设立滨海新区，以原三个区的行政区域为滨海新区的行政区域，标志着滨海新区正式从经济区的概念成为统一协调的行政区。
2010年10月，中共十七届五中全会再次将天津滨海新区写进国家“十二五”规划建议，将在国家“十二五”期间“更好发挥天津滨海新区在改革开放中先行先试的重要作用”。2011年5月，国务院批复《天津北方国际航运中心核心功能区建设方案》，同意天津以天津东疆保税港区为核心载体，开展国际船舶登记制度、国际航运税收、航运金融业务和租赁业务四个方面的政策创新试点。2013年9月，滨海新区进一步精简行政机构，撤销新区下辖的塘沽、汉沽、大港三个城区管委会。2014年12月，国务院决定在天津滨海新区内设立中国（天津）自由贸易试验区。2015年8月12日，天津港内一家危险化学品仓库发生了一起特别重大火灾爆炸事故，造成了严重的人员伤亡和财产损失。2017年10月，滨海新区文化中心启用，其中MVRDV主持设计的滨海图书馆设计前卫、引发关注，被《时代杂志》评为“2018年最值得去的100个地方”第一名。

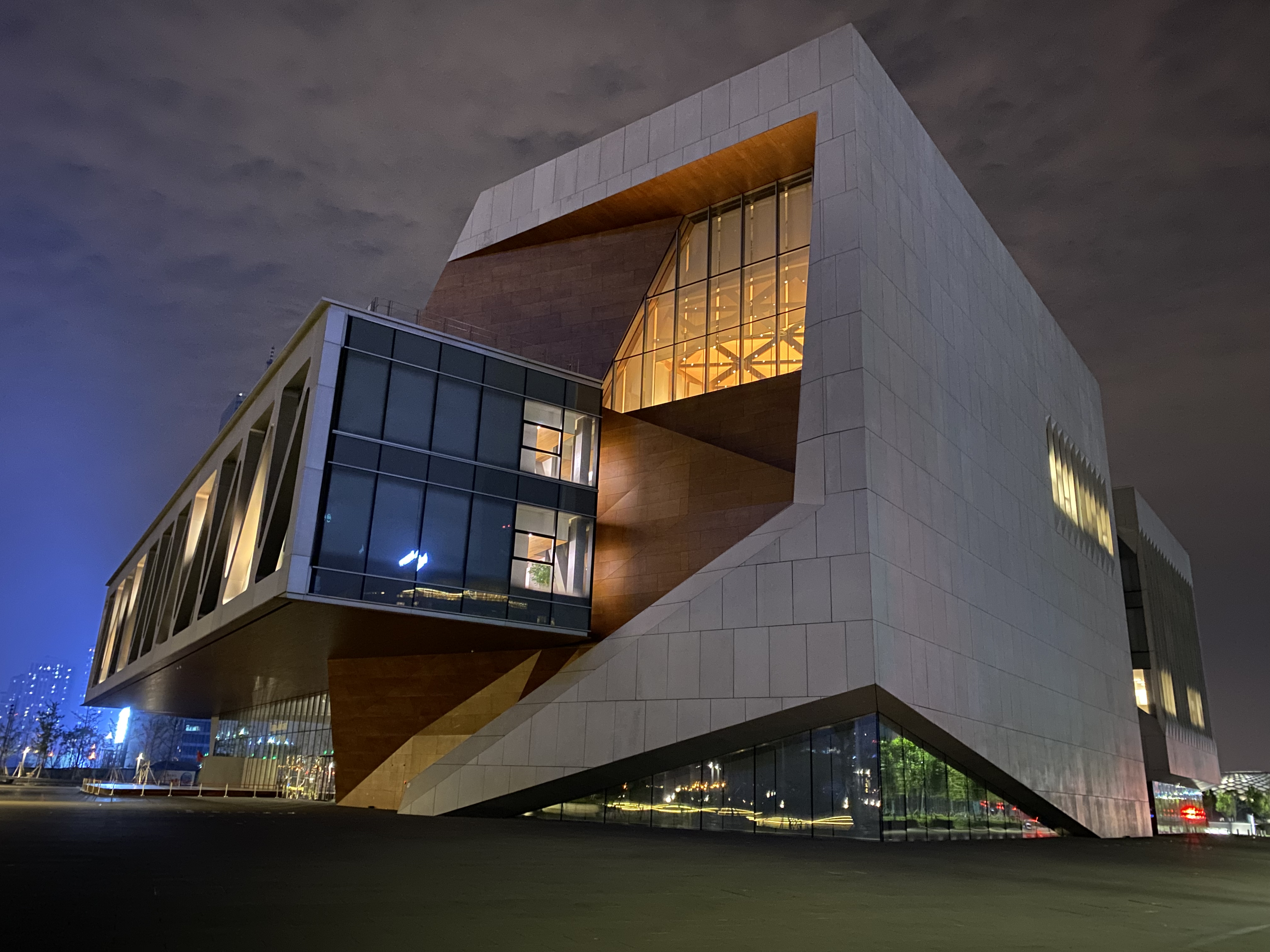
天津茱莉亚学院

2018年1月，滨海新区将区位相邻、功能定位相近的功能区进行归并，原滨海新区中心商务区并入天津经济技术开发区、原天津临港经济区并入天津港保税区。同时，天津开发区将教育、医疗、社区的社会管理职能剥离，由滨海新区专门成立了泰达街道承接。9月，天津市副市长孙文魁表示，国家发改委正制定新一版滨海新区高质量发展实施意见。2019年3月，天津市人民政府向滨海新区直接或委托下放625项市级权力事项，使滨海新区在部分领域具有省一级行政权限。
2024年7月5日，国务院常务会议研究支持天津滨海新区高质量发展的政策措施。2024年10月，中国资源循环集团在中新生态城注册成立。

## 规划

天津滨海新区核心区规划沙盘

### 历次规划沿革
1994年，《天津市滨海新区城市总体规划（1994–2010）》制定了依托中心城区发展的思路，提出以塘沽地区（包括塘沽城区、天津经济技术开发区、天津港、天津港保税区）为中心，向汉沽城区、大港城区和海河下游工业区辐射，形成“一心三点”组合型城市布局结构。2005年，《天津市城市总体规划（2005–2020）》规划了城市内部空间结构，运用了轴带发展空间理念，提出以沿海河和京津塘高速公路的城市发展主轴，以东部滨海城市发展带，以滨海新区核心区、汉沽新城和大港新城为三大城区，简称为“一轴、一带、三城区”的城市空间结构。2006年，《天津滨海新区国民经济和社会发展 “十一五”规划》进行产业功能分区，提出沿京津塘高速公路和海河下游建设“高新技术产业发展轴”，沿海岸线和海滨大道建设“海洋经济发展带”，在轴和带结构中中建设三个生态城区，通过产业集聚，规划建设七个产业功能区，简称为“一轴、一带、三个城区、七个功能区”的功能分区结构。

### 总体规划
2009年，根据《天津市空间发展战略》，滨海新区在符合天津市“双城双港”的空间发展战略的同时，自身实施“一核双港、九区支撑、龙头带动”的发展策略。“一核”指滨海新区核心区，由于家堡金融区、响螺湾商务区、泰达MSD以及解放路和天碱商业区、蓝鲸岛生态区等；“双港”指天津港和天津南港；“九区支撑”是指通过先进制造业产业区、临空产业区、滨海高新技术产业开发区、临港工业区、南港工业区、海港物流区、滨海旅游区、中新天津生态城、中心商务区等九大产业功能区，打造航空航天、石油化工、装备制造、电子信息、生物医药、新能源新材料、轻工纺织、国防科技等8大支柱产业；“龙头带动”指通过加快“一核双港九区”的开发建设，凸显滨海新区作为新的经济增长极的带动作用。目前，这一发展战略正在通过“十大战役”加速实施。

### 功能区
2009年8月12日天津滨海新区新闻发布会提出天津滨海新区“十大战役”，即决定开发十个功能区。但是，各功能区作为天津滨海新区经济建设的主力的同时，长期各自为政、功能重叠、恶性竞争等问题突出。
2013年12月，滨海新区管理体制改革，将27个街镇整合为19个，12个功能区整合为7个。其中，将轻纺经济区、北塘经济区并入天津经济技术开发区；将滨海旅游区和中心渔港经济区并入中新天津生态城；将塘沽海洋高新区并入天津高新区；中心商务区规划面积扩容，建设范围拓展至新设立的塘沽街全域和新设立的大沽街部分区域。2018年1月，滨海新区管理体制进一步整合，滨海新区中心商务区并入天津经济技术开发区，开发区的社会管理职能移交至新成立的泰达街道。

## 政治

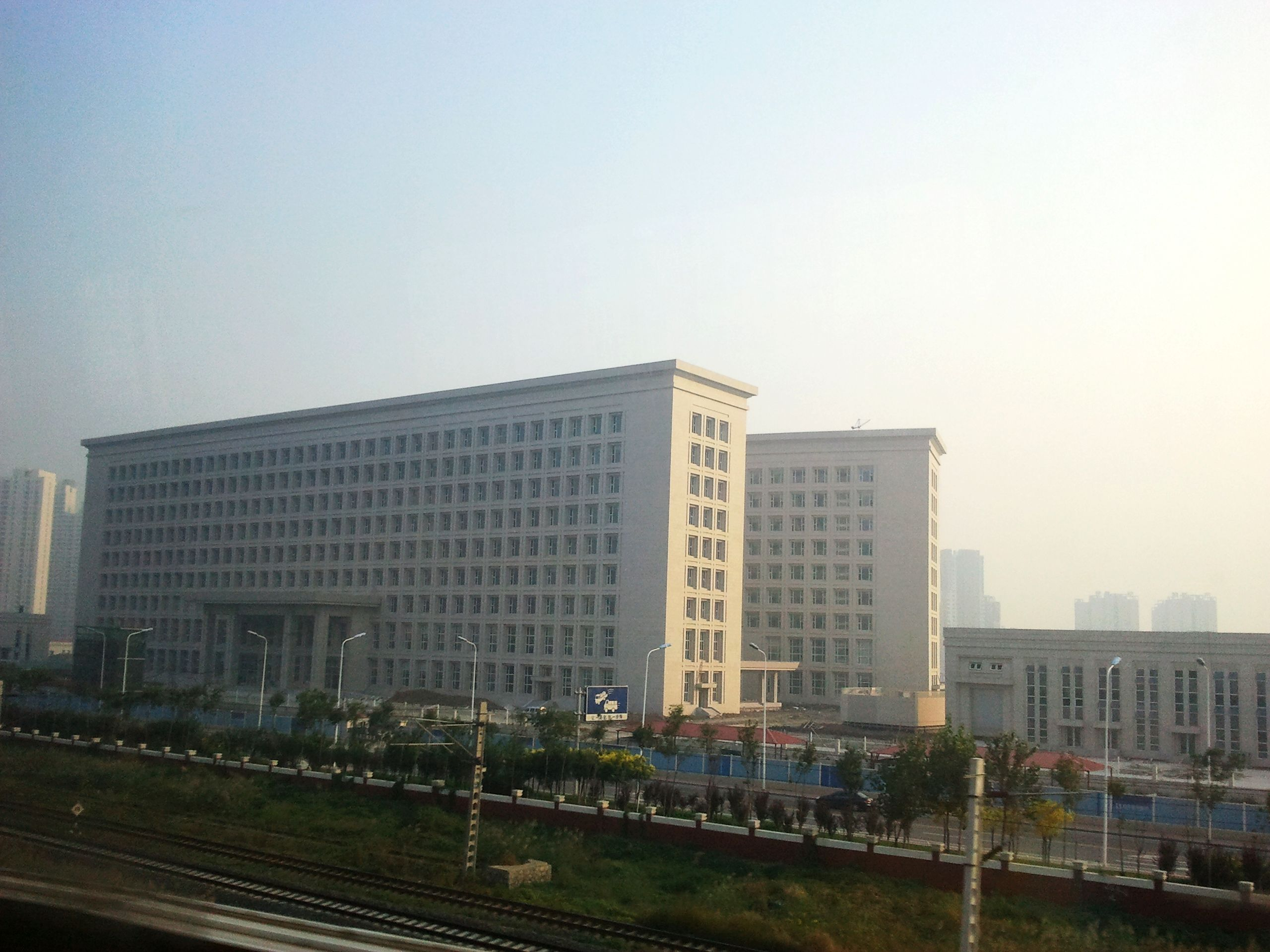
天津滨海新区政府办公楼

在天津市提出开发滨海新区的战略之初，滨海新区尚属于经济区域概念。开发区、高新区、天津港保税区、塘沽区等功能区和行政区各自为政，每个区域规划、管理和协调自成体系，发展迅速。但随着滨海新区被纳入国家发展战略，缺乏一个政府间相互约束、合作和协调的机制开始成为掣肘。隶属于天津市人民政府的滨海新区管理委员会作为主要协调部门，实际并无力无权在新区的功能区和行政区内部的规划、管理和协调职能，而具有此职能的市政府各部门又往往处于无为状态，新区内各行政区政府又在一定程度上缺乏整体发展的动力和意识，影响了新区运行效率和经济效益，限制了新区内资源整合配置的合理化。此外，随着滨海新区各功能区的快速发展，滨海新区的政府机构也开始变得臃肿，一个行政区内曾一度同时拥有7个公安分局、5个工商局、6个国税局、5个地税局、6个法院机构和5个检察院机构（即：塘沽区、大港区、汉沽区、开发区、高新区、保税港区、天津港等独立设置公安机关、行政机关、司法机关等）。国务院在2008年3月批复的《天津滨海新区综合配套改革试验总体方案》中，明确要求滨海新区“推进行政管理体制改革，转变政府职能，建立既集中统一领导又发挥各方优势、充满生机与活力的管理体制”。

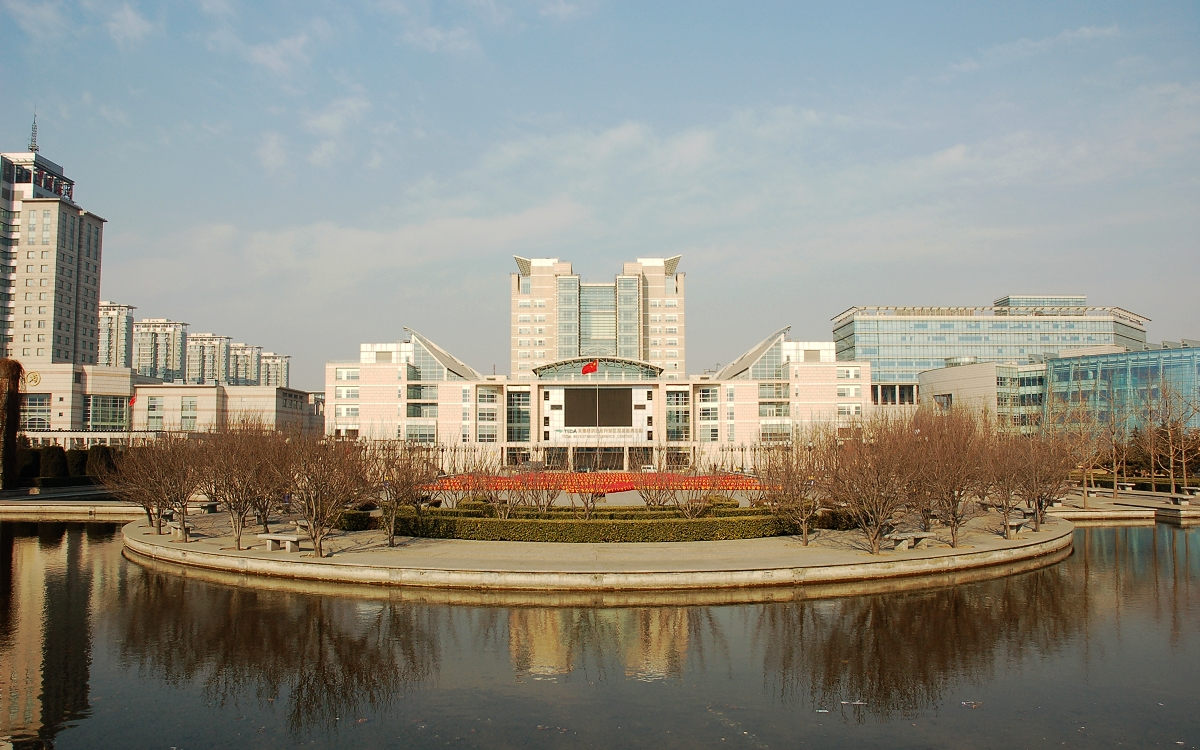
天津开发区投资服务中心

2009年11月9日，天津市委、市政府召开滨海新区管理体制改革动员大会，宣布国务院批复同意天津市调整行政区划，撤销天津市塘沽区、汉沽区、大港区，设立滨海新区，以原三个区的行政区域为滨海新区的行政区域，标志着滨海新区正式从各功能区之间互相竞争的经济区成为各功能区统一协调的行政区。而之前的各功能区、行政区由滨海新区人民政府统一派出的管委会进行管理，服从滨海新区人民政府的总体规划、协调，政府机构也得到了有效的精简。滨海新区的第一任区委书记为何立峰，第一任区长为宗国英，滨海新区区委、政府等机构进驻天津市滨海新区新港二号路35号。
2013年9月26日，天津市在天津经济技术开发区召开深化滨海新区管理体制改革动员大会，宣布撤销滨海新区塘沽、汉沽、大港工委、管委会，成立区委、区政府街镇工作委员会领导、协调领导街镇工作。
滨海新区现下辖16个街道、5个镇：
塘沽街道、杭州道街道、新河街道、大沽街道、新北街道、北塘街道、胡家园街道、新港街道、新村街道、天津经济技术开发区东区泰达街道、汉沽街道、寨上街道、茶淀街道、大港街道、古林街道、海滨街道、新城镇、杨家泊镇、太平镇、小王庄镇、中塘镇、天津经济技术开发区（其他片区）、天津港保税区、天津滨海新区高新技术产业开发区、东疆保税港区和中新天津生态城。
另外一些功能区也承担了一定的社区管理职能。

## 经济
2005年开始，天津滨海新区纳入国家十一五规划和国家发展战略后，成为为国家综合配套改革试验区，彻底改变了天津经经济发展相对缓慢的局面。2006年6月，空客A320系列飞机总装线落户天津空港经济区，这也是空中客车继法国、德国之外的第三条总装线，天津成为全国甚至全世界唯一兼有航空与航天两大产业的城市
中国－新加坡天津生态城、中国－沙烏地阿拉伯合作的百万吨乙烯、中国－俄罗斯合作的千万吨炼油等国际合作项目以及中国新一代运载火箭产业化基地等重大工业项目相继落户滨海新区，天津港的货物吞吐量已由2003年不到1亿吨跃升至4亿吨，成为中国北方最大的港口，中国内地最大的保税港区东疆保税港区也已经封关运作。
滨海新区获批成为国家综合配套改革试验区的经济学和区域规划理论依据便是法国经济学家弗郎索瓦·佩鲁最早于1950年代提出的“增长极理论”。因此，滨海新区被誉为继1980年代开发深圳特区、1990年代开发浦东新区之后，由国家推动开发的“中国经济的第三增长极”。中国经济增长的第三极在学界泛指继珠三角、長三角之后的环渤海地区，特指继深圳特区、浦东新区之后国家推动开发的天津滨海新区。
2018年1月，天津滨海新区更改了地区生产总值的统计口径，将注册地口径改为在地口径并挤掉水分后，将2016年地区生产总值由万亿调整为6654亿元，下修幅度达33.5%。

### 产业结构与布局

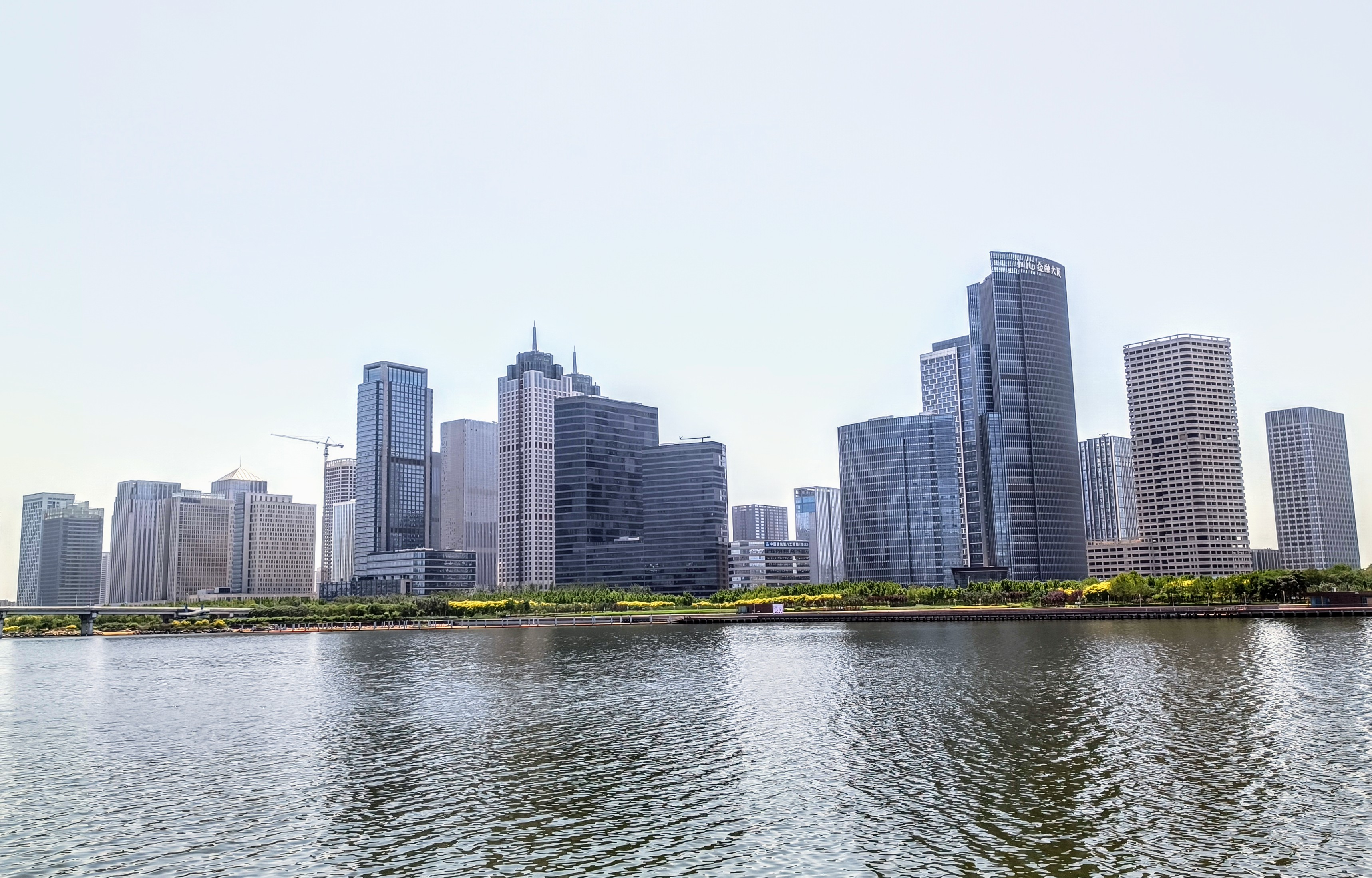
2023年7月5日拍摄的响螺湾

滨海新区产业结构呈明显的“二、三、一”产业结构特点，即是以工业为主的第二产业在新区经济中占有主导地位，而第三产业的发展迅速但明显不如第二产业。统计年鉴数据显示，滨海新区的第一产业增速持续较低，如2005年和2007年甚至出现负增长。而滨海新区的第二产业增速则长期保持高位增长，近十年均保持在20%或更高的年均增幅。相比较之下，滨海新区的第三产业在亚洲金融危机之后发展虽然同样迅速，但在产业结构中的比重仍然不如第二产业。
滨海新区的核心区产业布局构想是面向世界，以天津港、天津港保税区、天津经济技术开发区和塘沽城区所组成，重点发展低污染的加工制造业和高新技术产业，以港口为依托的现代物流业和金融、商贸、旅游业及教育产业。滨海新区外围区定位是承接国内，汉沽城区、大港城区、临港工业区和海河下游工业区等外围区具有各自明显的产业功能，现基本形成了石油化工基地、海洋化工基地、临港工业基地和冶金工业基地，它们与核心区相互联系、相互依存，共同构成了有机整体。

### 商贸
1994年天津市决定建成滨海新区以来无论是外资出口总额，还是社会消费品零售总额，滨海新区近10年里都表现出良好的增长态势，1994年至2008年间，滨海新区的外贸出口总额增长41倍，年均递增33.2%。2015年，滨海新区社会消费品零售总额达1213.9亿元。根据天津市滨海新区商业布局规划，于家堡-天碱-解放路是城市标志性商业中心。 2015年10月，天津自贸区成为平行进口汽车试点。

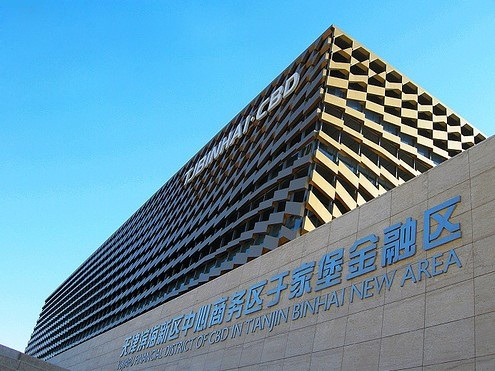
于家堡金融区管委会

### 金融创新
2003年中国人民银行前行长戴相龙出任天津市长和滨海新区获批国家综合配套改革试验区以来，国务院鼓励滨海新区在金融和土地等重大改革方面先行先试。2006年6月，《国务院关于推进天津滨海新区开发开放有关问题的意见》公布，意见指出：“在金融企业、金融业务、金融市场和金融开放等方面的重大改革，原则上可安排在天津滨海新区先行先试。” 2007年11月21日，中国保监会与天津市人民政府联合下发《关于加快天津滨海新区保险改革试验区创新发展的意见》。根据《意见》精神，在保险企业、保险业务、保险市场、保险开放等方面的重大改革创新措施，中国保监会原则上均可以安排在试验区先行先试。2008年3月19日，国务院正式批复《滨海新区综合配套改革试验方案》，拟在天津设立全国性非上市公众公司股权交易市场。
在金融改革“先试先行”的政策支持下，天津股权交易所、天津文化艺术品交易所、天津滨海柜台交易市场以及中国首家股份制商品交易所渤海商品交易所、中国首家全国性排放权交易市场天津排放权交易所等金融机构相继成立。天津金融资产交易所搭建了中国第一家覆盖全国、面向全球的金融资产交易平台；天津排放交易所组织了中国的第一笔二氧化硫、碳中和、合同能源管理和能效产品交易，并建立了中国首个自愿减排公示查询系统。除此之外，天津铁合金交易所、天津贵金属交易所等要素交易所也落户滨海新区，成为滨海新区金融创新的重要载体。但由于均不属于经国务院金融管理部门批准设立的从事金融产品交易的交易场所，因此部分要素交易所面临清理整顿的风险，特别是天交所和天津OTC违背了“一省一所”的监管原则。
滨海新区在租赁、基金产业方面发展快速。天津的东疆保税港区成为中国最大的融资租赁机构注册地。由于基金注册的便利性，注册于天津的产业基金、私募基金数量快速增长。同时，由于监管失序，天津地区一度出现了私募基金乱象，发生多起以私募股权投资为名义的非法集资活动。

### 天津自由贸易试验区

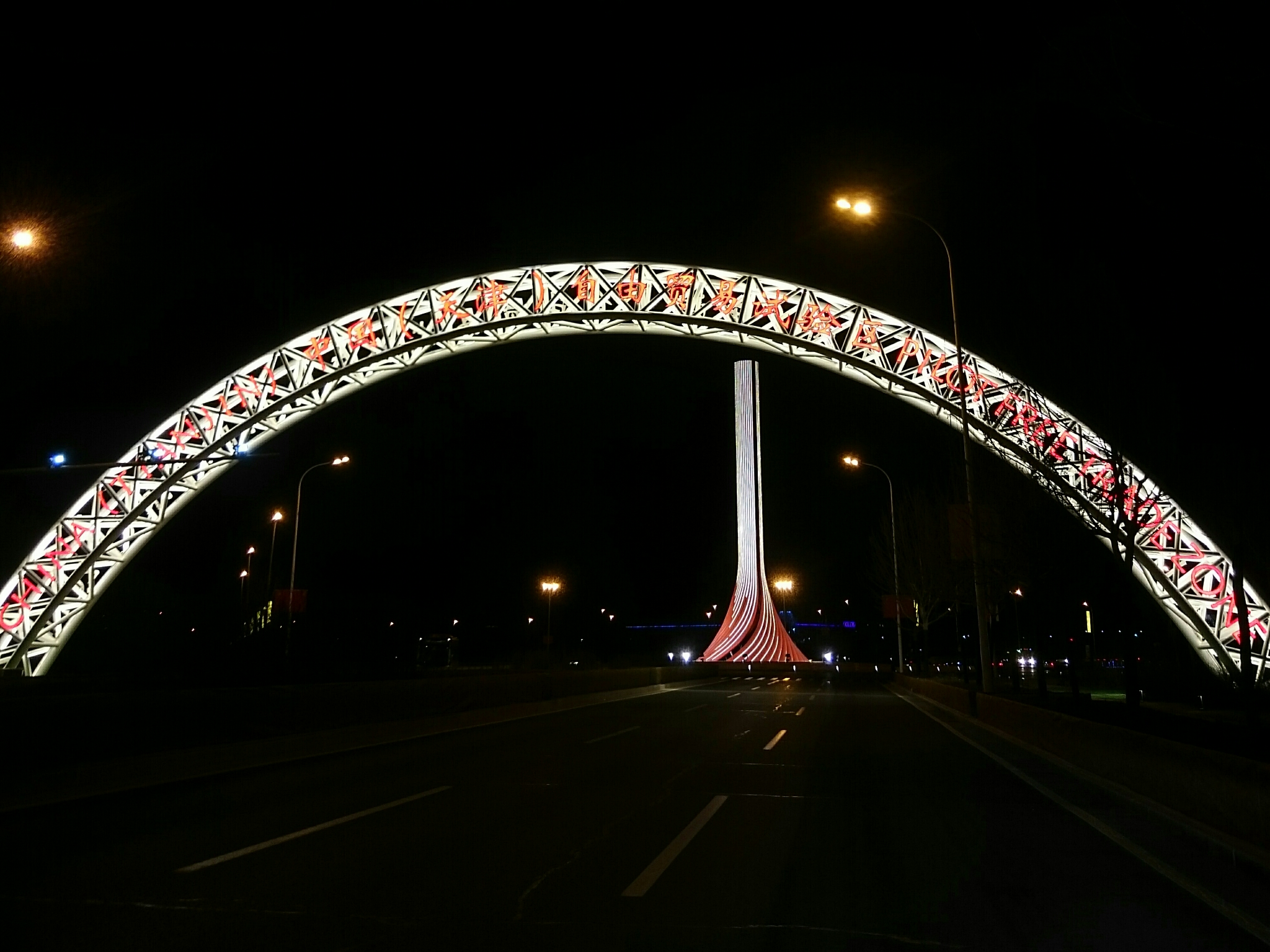
天津自由贸易试验区

位于滨海新区的天津自由贸易试验区是中国长江以北地区唯一的自由贸易试验区。天津自贸区总面积119.9平方公里，包括3个片区，即天津港片区、天津机场片区和滨海新区中心商务片区，覆盖滨海新区中心商务区、东疆保税港区和天津港保税区、天津空港经济区等滨海新区的功能区。《中国（天津）自由贸易试验区总体方案》中指出建立天津自贸区的使命是新形势下推进改革开放和加快实施京津冀协同发展战略的重要举措，对加快政府职能转变、积极探索管理模式创新、促进贸易和投资便利化，为全面深化改革和扩大开放探索新途径、积累新经验。位于天津港片区的天津国际邮轮母港，于2010年6月26日正式开港，是亚洲最大的邮轮母港，能够接待目前世界上最大的豪华邮轮。目前，有歌诗达浪漫号、海洋神话号、蓝宝石公主号等邮轮将分别以天津国际邮轮母港作为停靠母港。

### 开发区和高新区

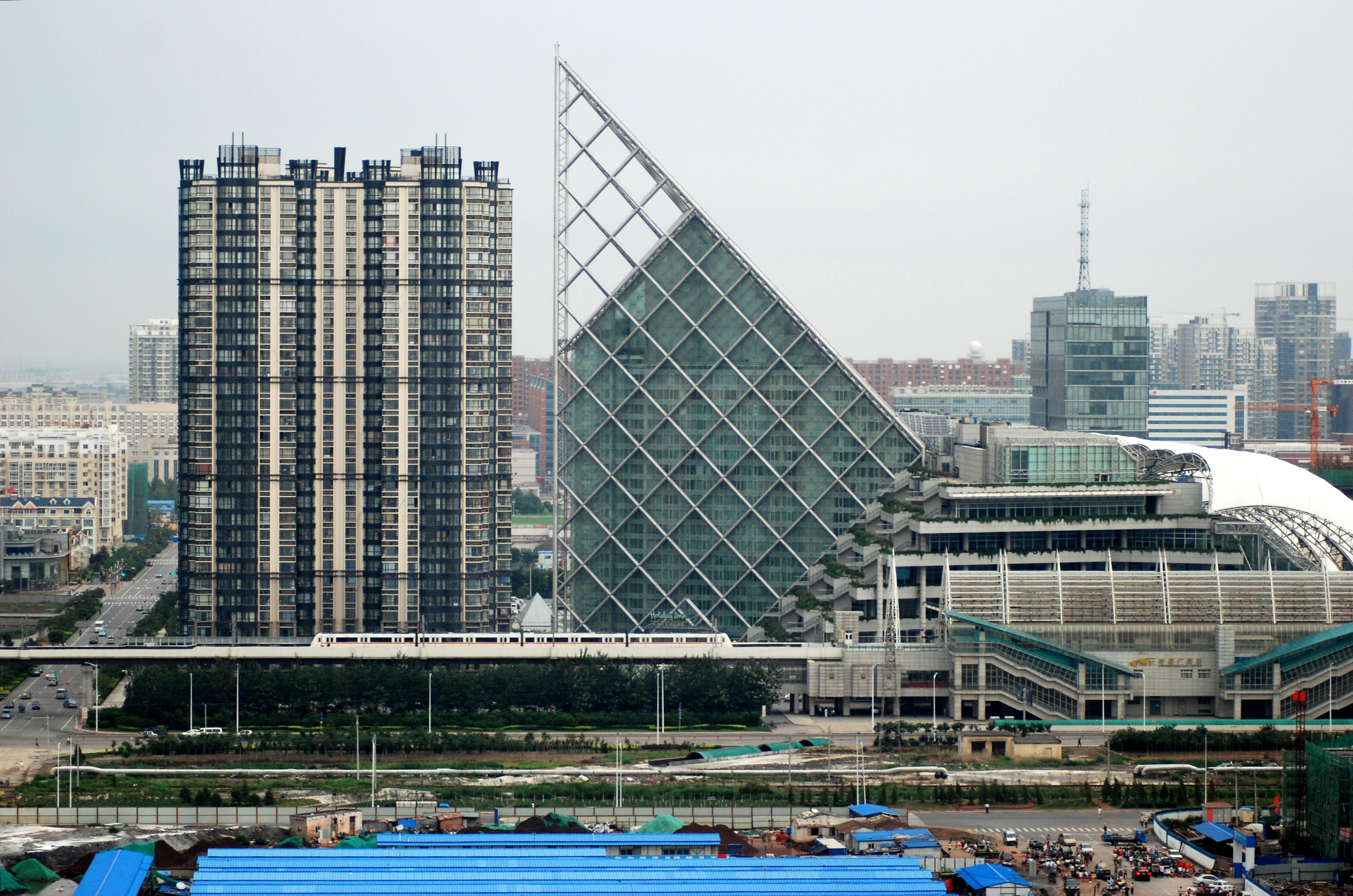
泰达市民文化广场

天津经济技术开发区，创立于1984年12月6日，是中国首批国家级经济技术开发区之一。1986年8月邓小平在视察天津开发区时，亲笔题词“开发区大有希望”。自1980年代起，该开发区创设了诸多放松管制的特殊经济政策，从而能够吸引大型跨国企业在天津投资。1992年，摩托罗拉在天津开发区投资1.2亿美元建设生产基地，成为中国改革开放以来首个外资独资和外资投资额最大的项目，在当时引起轰动。在经济制度等方面，泰达曾不隶属于任何行政区，由天津市政府派出机构开发区管理委员会直接管理。在滨海新区行政改革之后，天津经济技术开发区整合成为滨海新区的功能区之一。2018年1月，因区位相邻、产业互补，发展不尽如人意的原滨海新区中心商务区并入天津经济技术开发区，而开发区的社会管理职能则移交新成立的泰达街道。
天津滨海高新技术产业开发区，简称“天津高新区”，滨海高新区总体规划面积97.96平方公里。1988年经天津市委、市政府批准建立，1991年被国务院批准为首批国家级高新技术产业开发区，2009年，经国务院批准“天津新技术产业园区”更名为“天津滨海高新技术产业开发区”。核心区域为华苑科技园和滨海科技园，此外还包括南开科技园、武清科技园、北辰科技园、塘沽科技园。

### 中新天津生态城

位于中新生态城的国家动漫园

2007年11月，中华人民共和国和新加坡两国共同签署协议，在天津滨海新区核心区以北的盐碱荒滩规划建设中新天津生态城。生态城规划面积30平方公里，选址要求在受到资源约束条件下建设示范性生态城市，特别是在不占用耕地和缺乏水资源条件下；并且靠近中心城市，依托大城市良好的交通和服务基础，节约建设成本。中新生态城将全力构筑生态型产业体系，重点发展高端、高质、高新的现代服务业.中新天津生态城是中国、新加坡两国政府战略性合作项目，是继苏州工业园区之后两国合作的新项目，得到了世界银行的国际机构的支持。世界银行赠款600余万美元用于支持生态城的建设并长期发布《中新天津生态城：中国新兴生态城市案例研究》报告，提取经验以供中外决策者在探寻推进清洁低碳生态城市之路时参考借鉴。

## 交通

### 港口

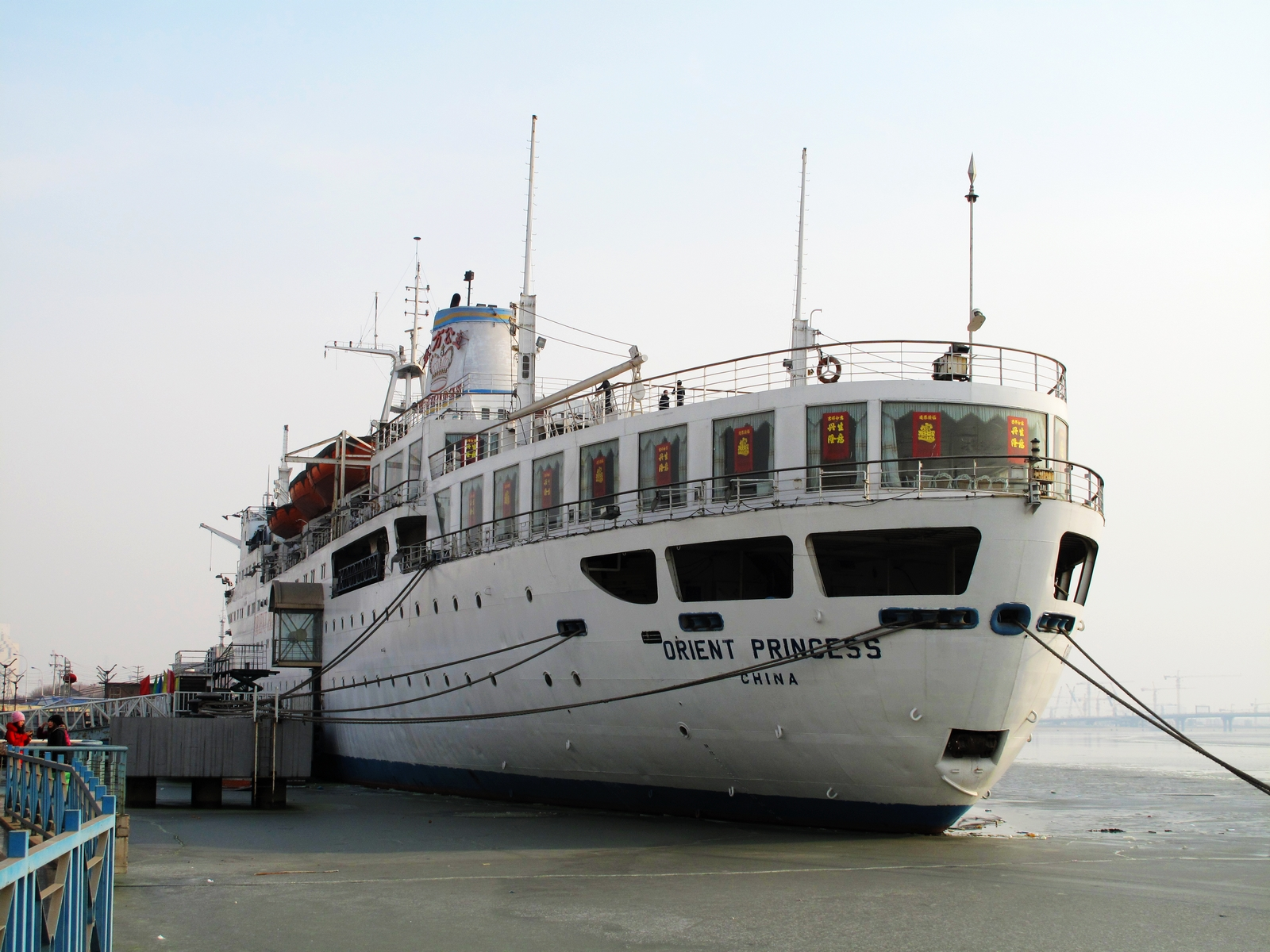
海河外滩的东方公主号

天津港是世界等级最高、中国最大的人工深水港、吞吐量世界第五的综合性港口，能够服务和辐射京津冀及中西部地区的14个省、市、自治区，总面积近500万平方公里，占全国面积的52％，也是蒙古国等内陆国家的主要出海口，航线通达世界180多个国家和地区的500多个港口。2013年，天津港货物吞吐量首次突破5亿吨，集装箱吞吐量突破1300万标准箱，成为中国北方第一个5亿吨港口。
天津港现有水陆域面积近260平方公里，陆域面积72平方公里，规划到2010年港口陆域总面积达100平方公里，分为北疆、南疆、东疆、海河等四大港区，共有94个公共泊位；北疆港区从事集装箱和杂货运输；南疆港区从事散货运输；海河港区是小型船舶码头；东疆港区则为天津港的一个新港区。此外，由天津港集团投资600亿元的天津填海造陆工程将承担继续开发的30平方公里东疆港区、13平方公里南疆港区和120平方公里的临港产业区。与此同时，天津正在大港地区东部吐量两亿吨的第二港口天津南港，已经于2011年8月正式开港。

### 航空
天津滨海国际机场，始建于1939年11月，位于东丽区、天津市区和滨海新区之间，具备双跑道独立运行能力。 1950年8月1日中华人民共和国第一条民用航线从这里起飞。同时，也承担起中华人民共和国专业飞行和技术人才培养的任务，被誉为“新中国民航的摇篮”。1974年，天津机场被确定为首都国际机场的备降机场。1996年10月，国务院将天津机场升格为“国际定期航班机场”，并更名“天津滨海国际机场”至现今名称。2009年，天津滨海国际机场联合京津城际铁路开通了空铁联运。2014年，天津机场引入天津地铁二号线成为天津的机场联络轨道系统。2014年，天津滨海国际机场的旅客吞吐量达到12,073,041人次、货邮吞吐量233,359吨。2018年，滨海国际机场全年旅客吞吐量突破2350万人次。2019年2月10日，天津机场单日旅客吞吐达81372人次，这是该机场客运吞吐量首次单日突破八万大关。京津城际铁路的天津机场线正在建设之中，未来京滨城际铁路也将引入天津机场。同时，天津滨海国际机场T3航站楼也提上了日程。

### 铁路

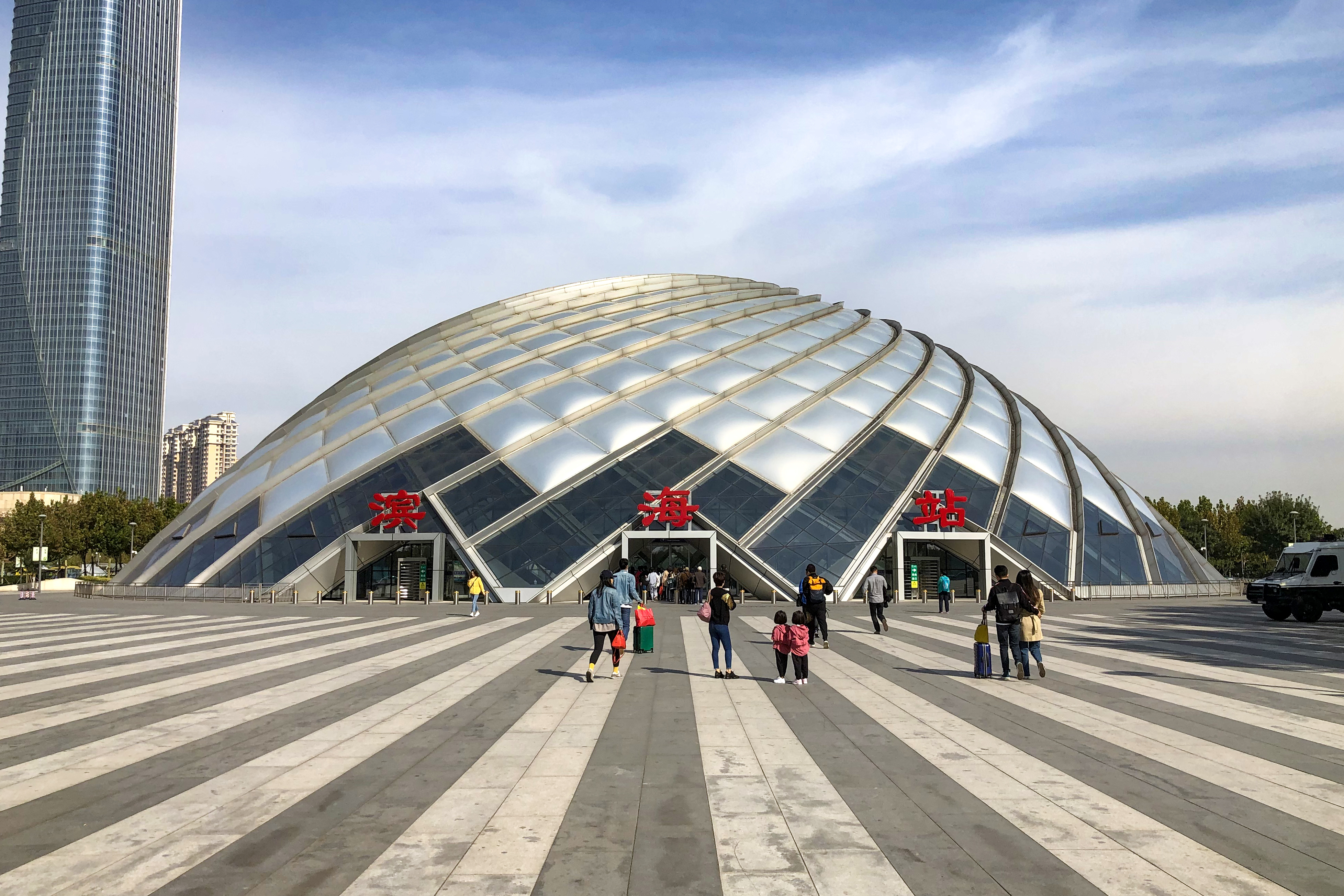
于家堡高铁站

滨海新区的铁路网发达，有京津城际铁路、京滨城际铁路、津秦客运专线、津山铁路、蓟港铁路、疏港铁路、北环铁路、大北环铁路和规划中的环渤海城际铁路等在此交汇。
滨海新区内年代最久远的火车站是建于清光绪十四年（1888年）的塘沽站，原名新河站，是天津市境内的第二个火车站，现有津山铁路和京津城际铁路延长线通过。经过初步整治，2008年9月已经开通了至北京的京津城际高速列车，担当较为重要的客运和货运业务。天津泰达站位于天津经济技术开发区，由于塘沽站经过整治后的重新投入使用，目前此站已经不再办理客运。滨海站位于于家堡金融区北端，是京津城际铁路延长线的位于滨海新区的终点站。其中，滨海站和滨海西站成为滨海新区的主要的对外铁路枢纽和城市交通枢纽。除此之外，天津新港北铁路集装箱中心站也位于滨海新区的东疆保税港区，北塘西站编组站也正在扩建，建成后将有效提高天津港的铁路疏港能力。

### 城市轨道交通

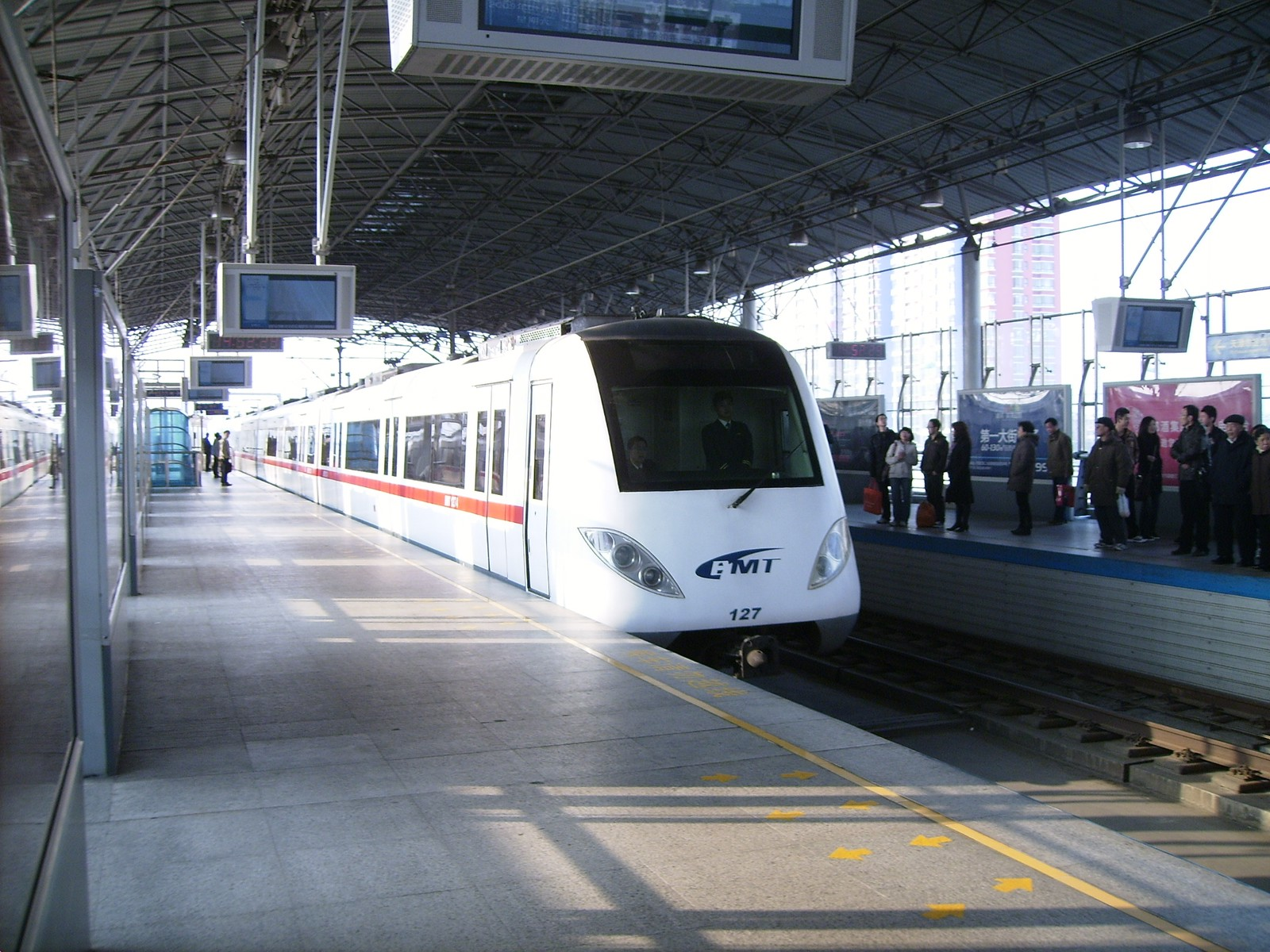
天津地铁9号线塘沽站

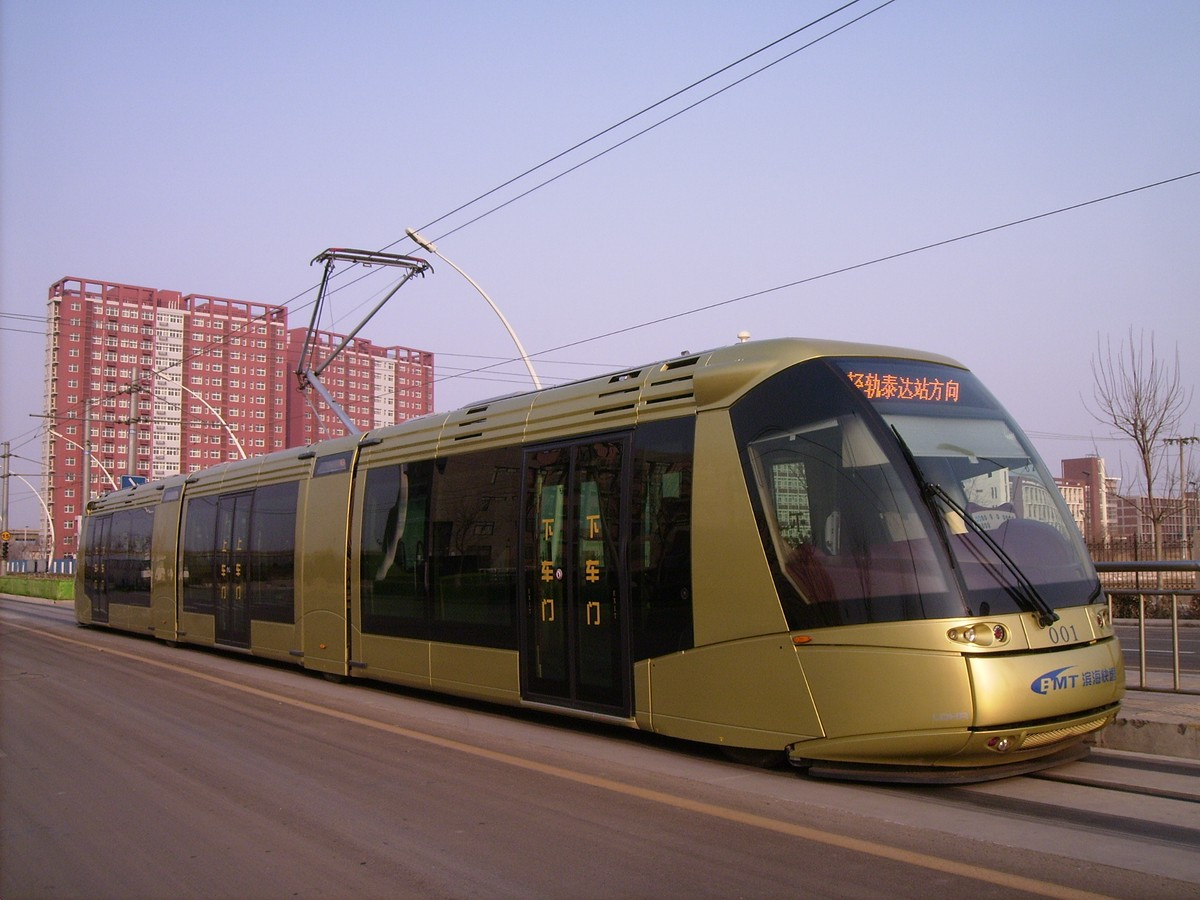
天津开发区导轨电车

目前，滨海新区内有两条轨道交通：天津地铁九号线和天津开发区导轨电车一号线。天津地铁九号线于2003年9月30日建成通车，连接滨海新区和天津市中心城区。天津开发区导轨电车一号线于2006年12月6日开通，是亚洲第一辆投入商业运营的现代导轨电车。天津开发区导轨电车一号线一期工程全长7.86公里，南起津滨轻轨泰达站，北至第十三大街的学院区北站即天津科技大学泰达校区，纵贯天津经济技术开发区西部，沿途共设置14个车站。其中开发区第一大街至第十一大街除第八大街外都设站，平均每个站点间距离583米。目前，滨海新区轨道交通滨海B1线、市域Z4线已经开工建设，地铁B2线、市域Z1线得到了国家发改委的批复。

### 公路交通

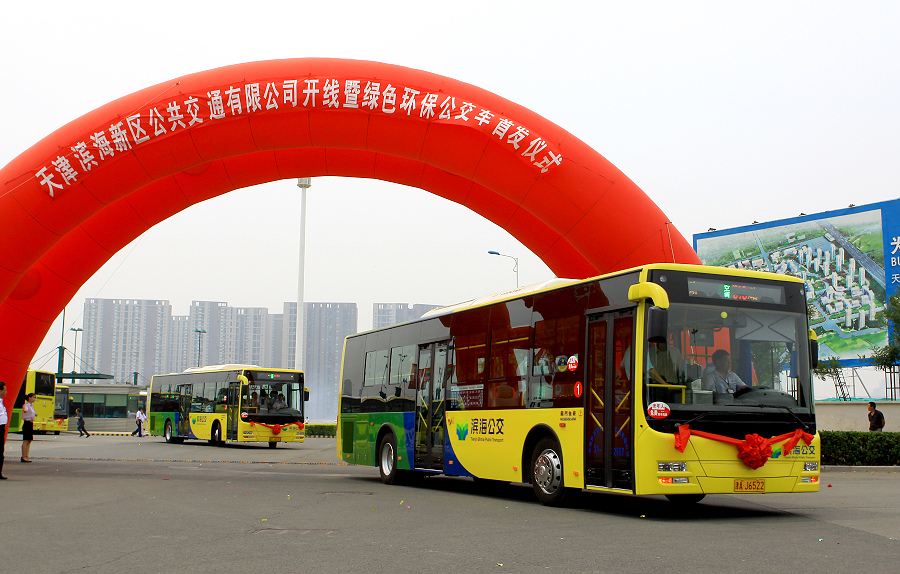
滨海新区新购进的公交车

目前，沟通天津中心城区和滨海新区的公路有高速公路京津塘高速公路、津滨高速公路、城市快速路天津大道以及普通公路港城大道、津塘公路。此外，建设中的核心区内、中、外三环路和“十横八纵”的快速路网也不断提升滨海新区的公路交通水平。2010年6月，为应对交通压力、私营班线秩序混乱以及多家运营主体各自为政，在整合滨海新区内部多家公交运营主体的基础上，天津滨海新区公共交通有限公司挂牌成立，相继开辟可通达区内外的多条新公交线路，投入运营液态天然气新能源公交车。

## 社会

### 文化

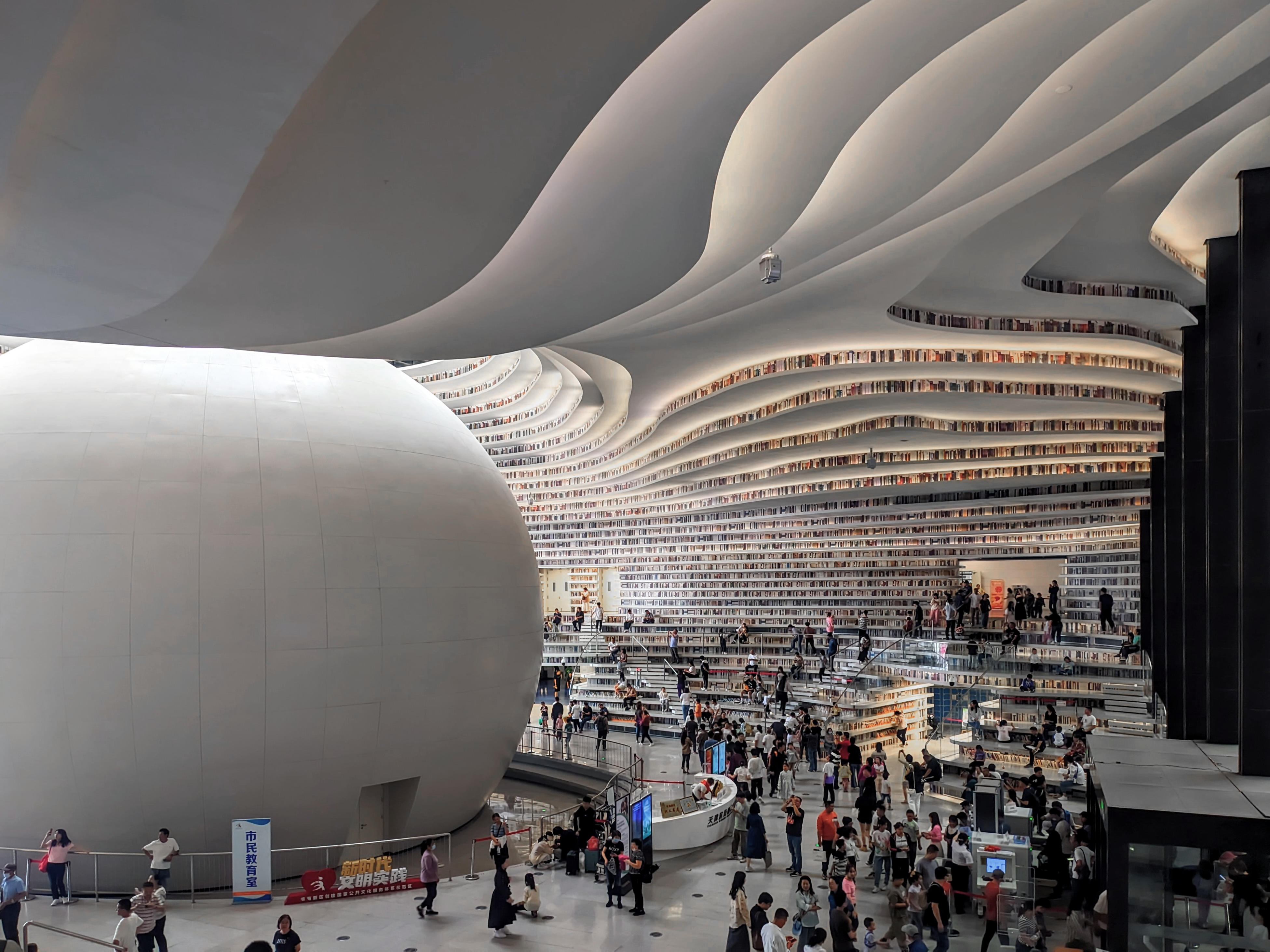
天津滨海新区文化中心图书馆

在滨海新区之前，分布在这里的塘沽（北塘、大沽）等城区则有着悠久的历史，是中国近代铁路、化学工业大发源地之一。1888年，李鸿章主持完成了由芦台经北塘站径直伸展到大沽海口北岸的铁路，中国铁路工程师詹天佑亲自指挥塘沽至天津的铺轨工程。建于1880年的北洋水师大沽船坞遗址、建于1916年的永利制碱厂和“黄海学社”均位于此。在天津开埠以前，特别是在第二次鸦片战争期间，西方列强曾先后数次发动针对大沽口的战争。其中1859年6月20日，英、法、美三国公使到达大沽口外，被清政府要求从北塘登陆并由清军保护到北京换约。英法联军拒绝随即发兵进攻大沽口展开第二次大沽口之战，清政府守军发炮反击击沉英法联军4艘军舰，使英法联军遭受重创于当日夜间撤退，是晚清时期对外作战罕见的一次胜利。

### 人口
滨海新区自成立以来人口一直呈现快速聚集的态势。目前新区人口的主体民族为汉族，约占新区总人口的98%。2009年，滨海新区户籍人口已经达到了118.57万人，常住人口230万人，人口迁入率22.72‰，迁出率为2.39‰，迁入人口为迁出人口10倍。而在塘沽、汉沽、大港、开发区四个区域中以开发区的人口密度最大，为1384人每平方公里，然后从多到少依次为塘沽、大港、汉沽三城区。在全部户籍人口中，男性人口达60.92万人，女性人口达57.65万人，非农业人口92.24万人、农业人口26.33万人。
截至2020年，濱海新區户籍户數55.7萬户，户籍人口149.7萬人。常住人口206.73萬人。其中按性別分，男性109.46萬人、女性97.27萬人；按人口年齡構成分，0歲～14歲佔比14.26%、15歲～59歲佔比68.59%、60歲及以上佔比17.15%，其中65歲以上11.63%。

### 教育

南开大学泰达学院

天津市多所高校在滨海新区设有分校。2003年，南开大学在天津经济技术开发区设立了泰达校区，该校区致力于从事基因组、功能性基因组、生物芯片以及分子病毒学等方面的研究。天津科技大学将整体迁入滨海新区。美国纽约茱莉亚学院与天津音乐学院合作在于家堡金融区建立天津音乐学院茱莉亚研究院，将开展预科和硕士研究生教育。同时，天津海运职业学院、天津开发区职业技术学院、天津滨海职业学院等坐落于滨海新区。在基础教育方面，天津市的多所重点中学在滨海新区新设分校天津市耀华滨海学校、天津南开中学中新生态城分校。同时，滨海新区原有的重点中学有塘沽第一中学、紫云中学、泰达一中、渤海石油第一中学等天津市市级重点中学。

### 科研
滨海新区共引进和建设了包括中国国家纳米技术与工程研究院、中国科学院天津工业生物技术研究所等多家国家级、省部级工程中心和研究中心。其中，部署于滨海新区国家超级计算天津中心的业务主机天河一号的每秒峰值速度达到1206万亿次，一度为世界超级计算机运算速度排名的第一名。此外，曙光计算机天津产业基地生产的曙光星云超级计算机一度排名居世界第三名。

### 医疗

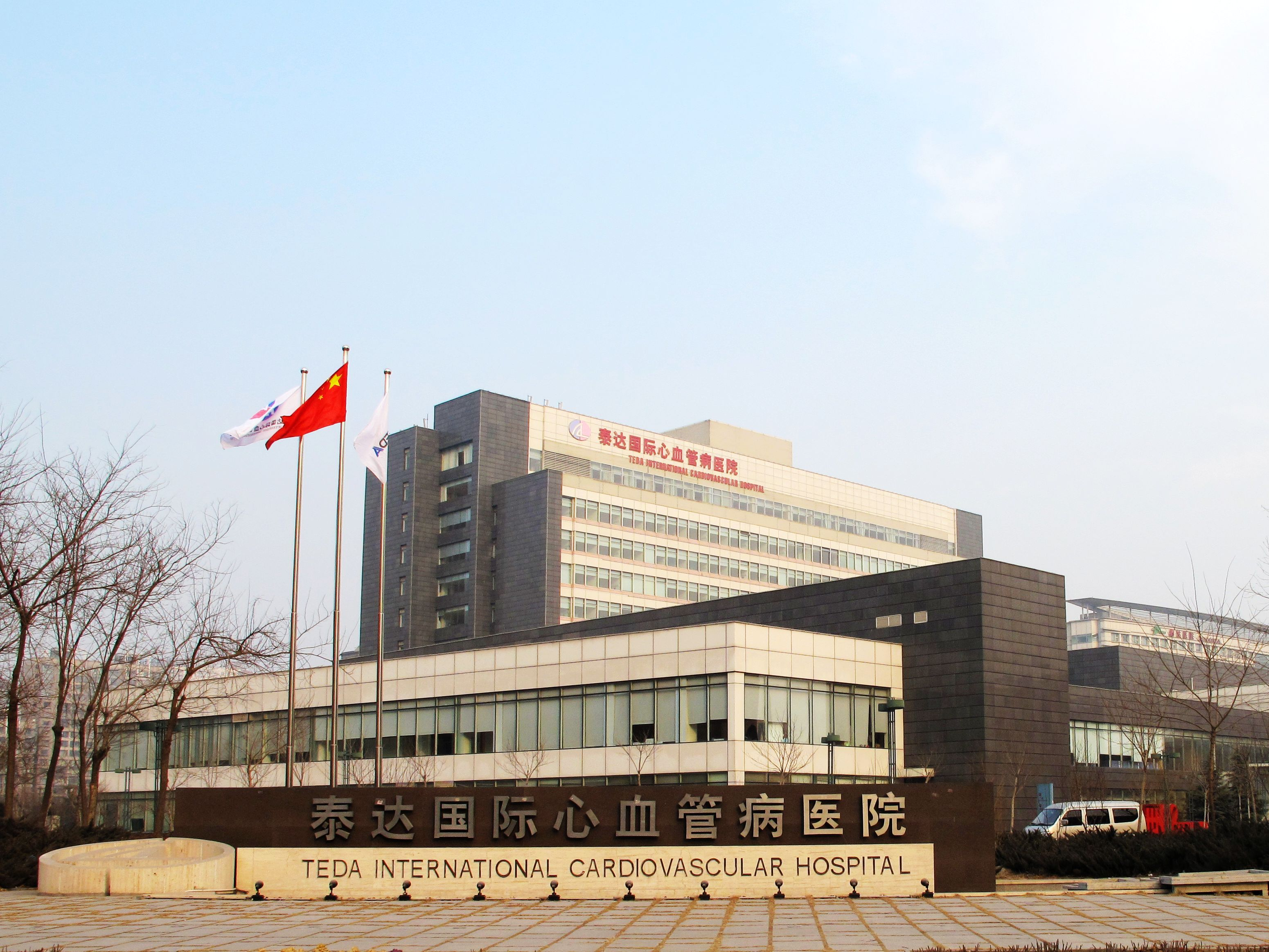
泰达国际心血管病医院

滨海新区共有天津市第五中心医院、泰达国际心血管病医院和天津市滨海新区中医医院等三家三级甲等医院，同时参照三级甲等医院标准新建了天津医科大学中新生态城医院。天津市滨海新区中医医院与天津中医药大学建立共建合作关系，加挂“天津中医药大学第四附属医院”牌匾。2016年1月，泰达国际心血管病医院挂牌“中国医学科学院泰达国际心血管病医院，纳入中国医学科学院的管理体系。

## 旅游

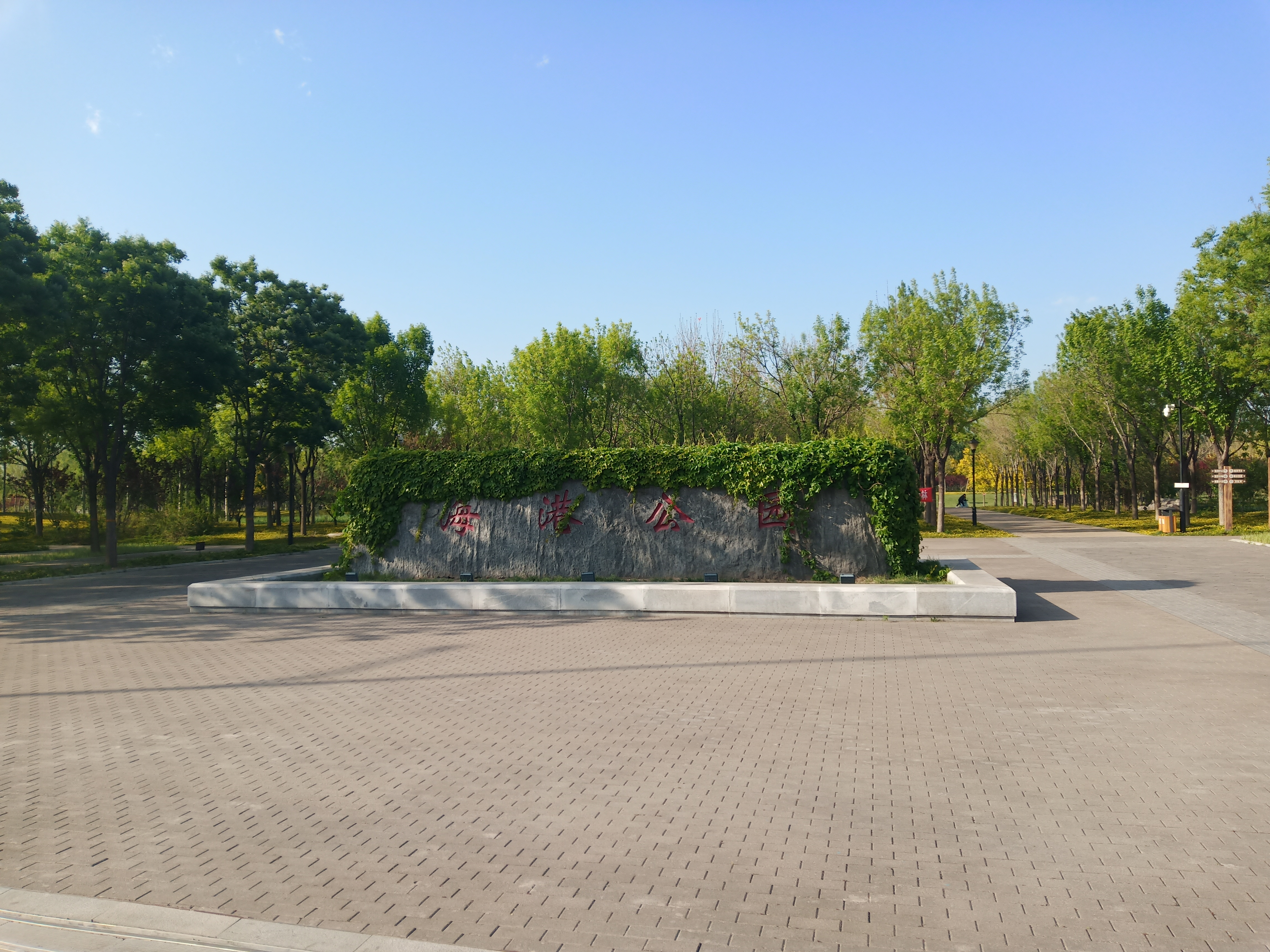
2021年5月拍摄的位于事故地点原址的海港公园

### 旅游

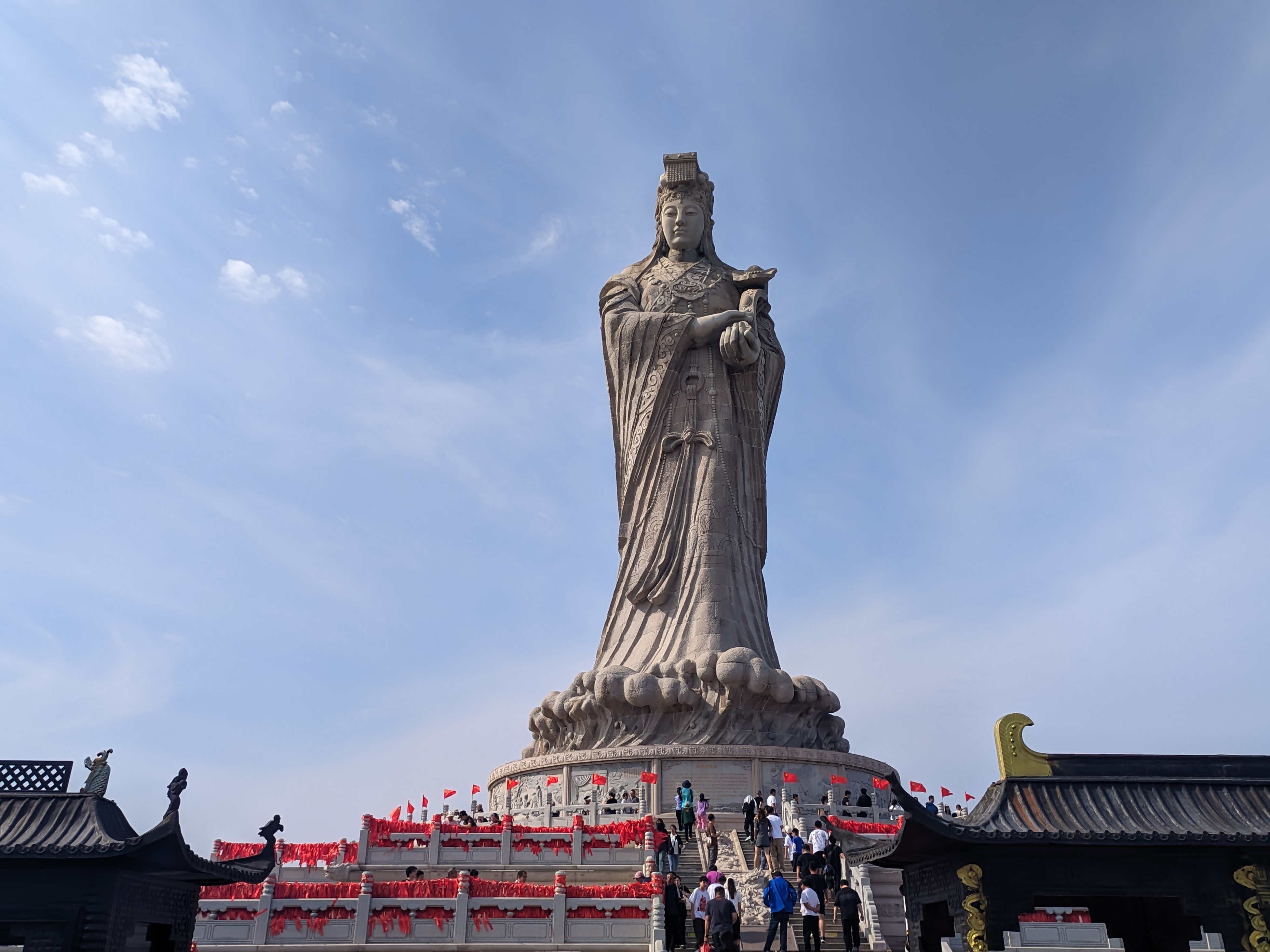
天津滨海新区妈祖像

2005年滨海航母主题公园正式运营以来，通过5年的不断提升和改造，已发展成为天津市的标志性旅游目的地和中国大陆最大的军事主题公园之一，2010年11月13日已被评选为国家4A级旅游景区。天津极地海洋世界、滨海航母主题公园、东疆港海滨浴场、天津海滨浴场、洋货市场、北塘海鲜街、天津滨海新区海鲜美食街等是新区的热门的旅游景点。滨海新区供市民休憩的城市公园在整体提升改造后全部免费向市民游人开放，包括海河外滩公园、泰丰公园、紫云公园等。滨海新区的文物保护单位有大沽口炮台、黄海化学工业研究社旧址和大沽船厂。滨海新区的博物馆有国家海洋博物馆、滨海新区博物馆、大港奥林匹克博物馆等；其中，国家海洋博物馆已经成为热门的旅游目的地。在自然景观方面，天津古海岸与湿地国家级自然保护区坐落于滨海新区。

### 全国重点文物保护单位
- 大沽口炮台
- 北洋水师大沽船坞遗址
- 塘沽火车站旧址
- 黄海化学工业研究社旧址

## 会展

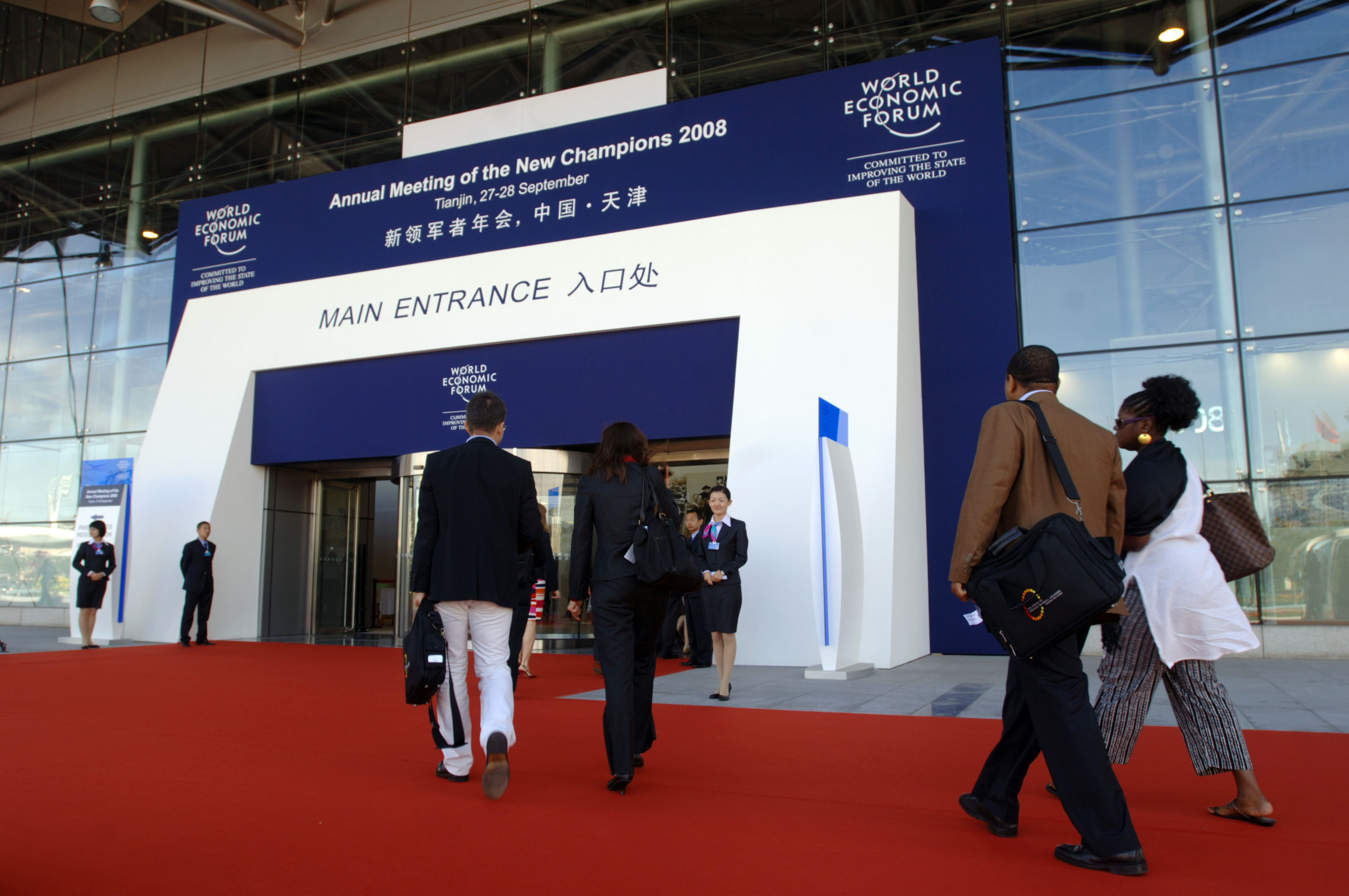
滨海国际会展中心承办的夏季达沃斯论坛

天津的滨海新区是众多国际会展和国际会议的举办地，蓬勃发展的会展业也带动了当地的经济发展。自2006年5月起，世界经济论坛开始在中国甄选“新领军者年会”的举办地，天津市经过多轮筛选最终入选。2008年9月，夏季达沃斯论坛在滨海新区的滨海国际会展中心召开。

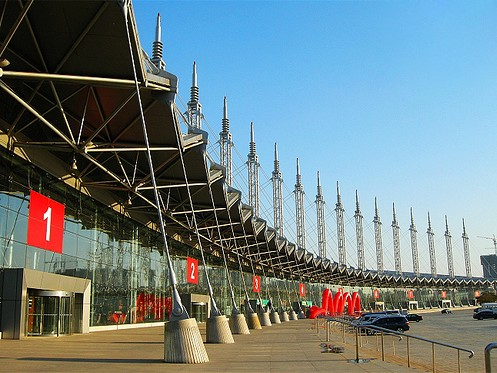
天津滨海国际会展中心，已受损拆除

此外，诸如第六届亚欧财长会议、海水淡化及水再利用国际研讨会暨展览会、中国国际矿业大会、国际生物经济大会、第八届中欧工商论坛、中国国际生态城市暨博览会等均在滨海新区的滨海国际会展中心召开。
在会展方面，历届天津滨海国际车展、历届中国国际生态城市暨博览会、中国企业国际融资博览会、PECC国际贸易投资博览会、中国国际航空航天贸易展洽会、2010年中国国际装备制造业博览会、2010中国（天津）国际风能发电技术及设备展览会等亦在滨海新区召开。